# 取り締まり
| ウィキペディアには「取り締まり」という見出しの百科事典記事はありません（タイトルに「取り締まり」を含むページの一覧/「取り締まり」で始まるページの一覧）。 代わりにウィクショナリーのページ「とりしまり」が役に立つかもしれません。 |